# Kingdom Falls
Kingdom Falls è un album del 2007 del cantante soul britannico Nate James.

## Tracce
1. Outta My Head
2. Back to You
3. Funkdefining
4. You Got It Wrong Introlude
5. High Times
6. Ruminate part 1
7. Kingdom Falls
8. Choke
9. See You Round
10. Wonderland
11. Ruminate part 2
12. S M F
13. Thinking Bout You
14. Just Say Yes
15. LA Dreamin

## Bonus track
1. Justify Me (acoustic version)
2. Music (Paolo Meneguzzi feat. Nate James)